# Памятный знак Тарасу Шевченко в Киево-Печерской лавре
Памятный знак Тарасу Шевченко в Киево-Печерской лавре — памятник в Киеве, посвященный 200-летнему юбилею со дня рождения Тараса Шевченко. Располагается на территории Национального заповедника «Києво-Печерська лавра» и представляет собой памятный знак и бронзовую скульптуру. Открыт 29 сентября 2014 года. Авторы — скульпторы Олесь Сидорук и Борис Крылов. Именно на этом месте в 1846 году художник нарисовал этюд, на котором изобразил Всехсвятскую церковь.

## Церемония открытия
29 сентября 2014 года состоялась церемония открытия памятного знака на месте, где Тарас Шевченко зарисовывал Всехсвятская церковь, в Национальном Киево-Печерском историко-культурном заповеднике. Мероприятие посетили лауреаты Шевченковской премии Анатолий Хостикоев, Наталья Сумская, Мария Матиос, исполнительный директор Всеукраинской ассоциации музеев Сергей Гальченко, директор Киево-Печерского заповедника Любомир Михайлина, представители Печерской райгосадминистрации и общественности г. Киев. Идея установления памятного знака принадлежит советнику Президента Украины по гуманитарным вопросам Николаю Томенко. Еще один меценатом, который поспособствовал созданию памятного знака Т. Шевченко, является Иван Гладуняк.
Открыли памятный знак средства благотворителей членов Общественного оргкомитета.

## Описание
Над проектом памятника около года работали скульпторы, шевченковеды и лауреаты премии Шевченко. Остановились на эскизе, изображающий рабочее место Кобзаря-художника — мольберте и стулье. Авторы — скульпторы Олесь Сидорук и Борис Крылов. Знак имеет вид мольберта и подставки под краски, на которой стоит письмо с нарисованным этюдом; рядом стоит стул. Данный памятный знак сделан из бронзы и изготавливался скульптором Олесем Сидорюком течение трех месяцев. По его словам, в процессе создания этого знака он руководствовался желанием, чтобы он по своему художественному стилю гармонично вписался в архитектурный комплекс святыни. Авторы памятника главным требованием к скульптуре назвали то, чтобы она напоминала о духовное присутствие большого художника и писателя.
Также был установлен каменный памятный знак, на нём высечен текст на украинском языке: «Тут в 1846 році Тарас Шевченко намалював етюд „Церква усіх святих в Києво-Печерській лаврі“. Установлено за сприянням Миколи Томенка та Івана Гладуняка».

## Галерея
- Тарас Шевченко, «Церковь всех святых в Киево-Печерской лавре», 1846
- Памятный знак на месте, где Тарас Шевченко в 1846 году рисовал этюд «Церковь всех святых в Киево-Печерской лавре»